# 郭俊言 (籃球運動員)
郭俊言（2005年4月3日—）是臺灣男子籃球運動員，場上主打中鋒位置。

## 生平
郭俊言的姐姐郭虹廷與妹妹郭美詩皆是籃球運動員，郭俊言出身高雄太平國小與臺南太子國中，國小時身高已超過170公分，國中畢業時則來到195公分，國三遭逢左膝前十字韌帶斷裂，高中進入高苑工商就讀。2022年8月郭俊言代表中華臺北征戰U18亞青男籃賽，2023年2月在HBL明星賽男生組繳出24分獲選MVP。

## 外部連結
- 郭俊言在fiba.basketball（英语）
- 郭俊言在fiba3x3.com（英语）
- 郭俊言在Eurobasket.com（球員）（英语）
- 郭俊言在RealGM（英语）